# Ottendorf an der Rittschein
Ottendorf an der Rittschein là một đô thị thuộc huyện Fürstenfeld bang Steiermark, nước Áo. Đô thị Ottendorf an der Rittschein có diện tích 14,26 km², dân số thời điểm cuối năm 2008 là 1489 người.
Bản mẫu:Đô thị của Fürstenfeld